# Incendio en Osaka de 2021
El incendio en Osaka de 2021, conocido localmente como el incendio del edificio en Kita-Shinchi, Osaka (大阪市北新地ビル火災 Ōsaka-shi Kita-shinchi Biru Kasai?), fue un incendio ocurrido el 17 de diciembre de 2021 en la clínica psiquiátrica Nishi Umeda Clinic for the Mind and Body of Workers ubicada en el cuarto piso del edificio Dojima Kita en el sector de Kita-Shinchi, Kita-ku, Osaka, Japón. Se sospecha que el incendio se inició deliberadamente. Un total de 25 personas murieron y tres más resultaron heridas, incluido el sospechoso. El sospechoso, un expaciente, fue arrestado, pero murió el 30 de diciembre.

## Incendio
El 17 de diciembre de 2021, a las 10:20 a. m. hora local, se produjo un incendio en un edificio de ocho pisos en Kita-ku, un barrio de Osaka, Japón. El incendio estalló en una clínica psiquiátrica que se encuentra en el cuarto piso, llamada Clínica Nishi Umeda para la mente y el cuerpo de los trabajadores. La clínica trata a pacientes que sufren de depresión y pánico, pero también de dolencias físicas como anemia y apnea del sueño. La clínica tuvo una sesión de asesoramiento a las 10:00 a. m., para los pacientes que tenían la intención de volver a laborar. Esta sesión fue la razón por la que tantas víctimas estuvieron en la clínica durante el incendio. El fuego comenzó poco antes de las 10:30 a. m. 
Según dos mujeres que estaban en el mostrador de recepción y habían escapado del incendio, el sospechoso entró a la clínica con una bolsa de papel, que colocó junto a un calentador en el mostrador de recepción. El sospechoso pateó la bolsa, derramando y encendiendo el líquido dentro de la bolsa, y todo el piso se incendió. Decenas de bomberos se apresuraron al edificio y el incendio se controló en aproximadamente 30 minutos. Los bomberos dijeron que 70 camiones de bomberos y ambulancias acudieron al lugar. La mayor parte del exterior del edificio permaneció intacto, ya que el incendio se limitó a un área de 20 metros cuadrados. El departamento recibió un informe sobre el incendio a las 10:18 y el incendio estaba casi extinguido a las 10:46. Las víctimas jadearon por aire y tuvieron dificultades para escapar, ya que solo había una ruta de escape con las escaleras de emergencia y los ascensores ubicados fuera de la clínica.

## Víctimas
Se confirmó la muerte de 24 personas en el lugar del incendio, mientras que cuatro más resultaron heridas, incluido el sospechoso. Catorce de los fallecidos eran hombres y diez mujeres. Las edades de las víctimas oscilaron entre los 20 y los 60 años. Todas las víctimas eran pacientes o personal de la clínica.
Los cuatro heridos incluyen al sospechoso, quien se encuentra hospitalizado en estado crítico con quemaduras graves, dos mujeres inconscientes y en estado crítico, y una tercera mujer que sufrió heridas leves. Un médico que trató a algunas de las víctimas dijo a los periodistas que muchas de las víctimas, según lo sugerido por sus limitadas lesiones externas, murieron por intoxicación por monóxido de carbono. El 21 de diciembre, una mujer de unos 20 años que se encontraba en estado crítico con un paro cardíaco murió a las 2:50 a. m., lo que elevó el número de muertos a 25. Dos personas, incluido el sospechoso, permanecen en estado crítico.

## Investigación
La policía declaró que sospechaba que el incendio fue provocado y que está investigando más. En el sitio se encontraron rastros de un líquido altamente inflamable, muy probablemente gasolina. Las huellas en el techo de la clínica y la velocidad del infierno apoyan la sospecha de un incendio provocado.
El 18 de diciembre, la policía registró la casa del sospechoso en Nishiyodogawa-ku, Osaka. El sospechoso se mudó a la casa unos meses antes del incendio. Media hora antes del incendio del edificio, hubo un pequeño incendio en la casa del sospechoso. El sospechoso tiene 61 años y es un expaciente de la clínica, luego fue identificado como Morio Tanimoto, un trabajador metalúrgico jubilado. Los expertos se sorprendieron por el elevado número de muertos provocados por el incendio. Las autoridades están investigando cómo las víctimas quedaron atrapadas y el piso se llenó de humo con tanta rapidez. Según los funcionarios, el edificio no tenía violaciones previas al código de incendios.